# Carlos Cuauhtémoc Sánchez
Carlos Cuauhtémoc Sánchez (Ciudad de México, 15 de abril de 1964) es un escritor, conferencista, filántropo y empresario mexicano. Fundador de la escuela de escritores CCS Escritores[cita requerida] y creador del «Método de leer más rápido».[cita requerida]

## Biografía de Carlos Cuauhtemoc Sánchez
Nació el 15 de abril de 1964. Su esposa es Ivonne de Sánchez y sus hijos son Sheccid, Iris y Charlie Sánchez.[cita requerida]
Este escritor se ha enfocado en temas de educación y familia es invitado como conferencista en eventos sobre estos temas.[cita requerida]
En 2012 y 2013 tuvo el programa de televisión «Hablemos claro con Cuauhtémoc» en la cadena Telemundo de Miami, con un formato de una hora diaria brindando consejería a sus lectores en casos reales expuestos en reportajes y entrevistas en vivo.[cita requerida]
Representó a México en los Campeonatos Mundiales de Ciclismo en Leipzig, en 1984, en los Panamericanos de Bogotá en 1982 y en la Universidad de Canadá en 1983.
Es licenciado en Ingeniería Electromecánica Administrativa, por el Instituto Tecnológico de Tlalnepantla. Está titulado en Alta Dirección de Empresas, y fue nombrado doctor honoris causa por Claustro Doctoral Iberoamericano e Ibero American College.
Sus libros encabezan las listas de best sellers de la literatura latinoamericana.

## Encuesta Nacional de Lectura 2006
En la Encuesta Nacional de Lectura 2006 del Consejo Nacional para la Cultura y las Artes (CONACULTA), fue mencionado como el escritor favorito.
La encuesta fue aplicada en 29 estados, 136 municipios y seis regiones de México.
Los cinco escritores más mencionados fueron:
1. Carlos Cuauhtémoc Sánchez
2. Gabriel García Márquez
3. Miguel de Cervantes
4. Octavio Paz
5. Pablo Neruda

## Obras publicadas

### Libros de superación
- Tiempo de ganar. Ganancia
- , ventas, equipo y liderazgo.
- Emerge o muere. Resiliencia personal y corporativa.
- Enfoque a resultados. Dinero, prestigio y fortaleza.
- Él no sabia nada

### Libros de educación
- Dirigentes del mundo futuro. Pedagogía infantil.
- Atrévete a escribir manual para escritores. (Conflictos, creencias y sueños).

### Libros de crecimiento personal
- El feo. Autoestima e imagen pública.
- Volar sobre el pantano. Adversidad.
- Decisión crucial. Elección de carrera y trabajo.
- El virus. El dolor.
- Este día importa. Ninguna crisis es más fuerte que tú.

### Libros sobre familia, matrimonio y pareja
- Un grito desesperado problemas familiares.
- La última oportunidad problemas de matrimonio.
- Contraveneno divorcio.
- Descalabrados perdón.
- Si quieres casarte con mi hija, debemos hablar. Carta de hombre a hombre.
- Mientras respire. Maltrato a la mujer.
- Mujeres de conquista. El poder de la mujer.
- Te desafío a disfrutar el amor. Vida de pareja.

### Libros para jóvenes
- Juventud en éxtasis. Joven en libertinaje.
- Juventud en Éxtasis 2. Sexo prematrimonial.
- Los fantasmas del espejo. Trastornos alimentarios.
- En pie de guerra. Drogas.
- Sin cadenas. Asertividad.
- La fuerza de Sheccid. Versión pequeña de "Los ojos de mi princesa".
- Invencible. Una mexicana en Estados Unidos.
- El amor se hace. Sexualidad

### Libros para niños
- Sangre de campeón. Superación personal.

### Novelas de amor
- Los ojos de mi princesa. Primer amor.
- Los ojos de mi princesa 2(2013). Fuerte por amor.
- Los ojos de mi princesa 3. La verdad oculta. La historia desde otra perspectiva.
- La fuerza de Sheccid (2016). Amor y ética para jóvenes.

### Recopilación de frases
- Leyes eternas 1. Crecimiento humano.
- Leyes eternas 2. Relaciones.
- Leyes eternas 3. Liderazgo.

### Autobiográfico
- Ser feliz es la meta. 25 historias sobre la vida del autor.

### Temas espirituales
- El misterio de Gaia. La pasión de Cristo.
- Luz en la tormenta. Sabiduría de La Biblia.